# 威爾頓鎮區 (愛荷華州馬斯卡廷縣)
威爾頓鎮區（英語：Wilton Township）是位於美國愛荷華州馬斯卡廷縣的一個行政鎮區。

## 地方資料
根據2010年美國人口普查的數據，威爾頓鎮區的面積為95.80平方千米，當中陸地面積為95.69平方千米，而水域面積為0.11平方千米。當地共有人口3207人，而人口密度為每平方千米33.48人。